# Hermite (kráter)
Hermite je impaktní kráter nepravidelného tvaru nacházející se blízko severního pólu v librační oblasti Měsíce. Ze Země je tedy pozorovatelný jen občas a s velkým zkreslením. Vzhledem k jeho poloze na něj dopadá sluneční svit pod nízkým úhlem. Kráter má průměr 110 km a řadí se mezi tzv. valové roviny. Jižně leží dvojice menších kráterů Sylvester a Lovelace. Jihozápadní část okrajového valu je narušena kráterem Lenard, u východního okraje leží malé krátery Gore a Grignard a u severního nevelký Aepinus. Západně se nachází rozlehlý kráter typu valové roviny Roždestvenskij.

## Název
Pojmenován byl na počest francouzského matematika Charlese Hermita.

## Nejchladnější místo sluneční soustavy
V roce 2009 naměřila sonda Lunar Reconnaissance Orbiter americké kosmické agentury NASA na dně kráteru teplotu 26 Kelvinů (−247° Celsia). Jde o nejnižší teplotu ve sluneční soustavě změřenou pomocí kosmické sondy. Pro srovnání, povrch Pluta se ochlazuje na cca 43 Kelvinů (−382° Fahrenheita, −229° Celsia).

## Satelitní krátery
V okolí kráteru se nachází několik dalších kráterů. Ty byly označeny podle zavedených zvyklostí jménem hlavního kráteru a velkým písmenem abecedy.
| Hermite | Sel. šířka | Sel. délka | Průměr |
| ------- | ---------- | ---------- | ------ |
| A       | 87,8° S    | 47,1° Z    | 20 km  |